# Асамі Сато
Асамі Сато (англ. Asami Sato) — одна з головних героїнь мультсеріалу «Аватар: Легенда про Корру». Прем'єра якого відбулася в 2012 році. Асамі Сато — дочка багатого промисловця Хіроші Сато, є частиною Команди Аватара. Вона прожила все своє життя в розкоші, але при цьому має впертий і іноді жорсткий характер, часто бере участь у перегонах. Також вона є пристрасною шанувальницею Турніру магів і відвідує кожен матч. Асамі — член команди Аватара, разом із Коррою, Мако та Боліном. Протягом першої книги «Повітря» та деяких серій другої книги «Духи» була дівчиною Мако. Наприкінці четвертої книги «Рівновага» почала романтичні відносини з Аватаром Коррою, що було підтверджено авторами серіалу.

## Цікаві Факти
- У першій книзі Асамі 18 років у другий і третій 19 у четвертій 22.

- Асамі не володіє магією . Вона має призвища Сато
- Має спільного з попередній командою Анга. Не володіє магією як Сока  та їх плутали з Аварами,  як Катара втратила мати іза мага вогню зустрічаються  з Аватаром, та має призвища і посварились з Тато як Тоф.

- Асамі у шість років втратила маму її вбив маг вогню . Після цього її тато Хороший Сато ненавидів всіх магів і доєднався до Амона який забирав магію .Але вона не пішла по шляху тату і до єдналась до команди Аватар.

- Асамі вміє водити літаки автомобілі . Та навчила Кору користуватись автомобілем. Її тато володіє компанією.

- Асамі співпрацювала з Вариком, потім він виявився шахраєм. У кінці серіалу була на його весіллі.

- У перший до третій книзі вона носить розпущене волосся у останній хвіст.

- Вона отримує листи від свого тато який у в'язниці у кінці серіалу пробачає його та він померає, від армії Кувіри і  отримала листи від  хворої Кори яку не бачила три роки .

- Асамі не переношує принца Ву.

- Асамі дуже ревнива . Вона ревнувала коли Мако піклувався про Кору . І вирішила закінчити з ним стосунки. Але намагалась повернути його у другому сезоні коли  вона втратила компанію тато  (поцілувала його) але не змогла бо він обрав Кору .

- Асамі у  третьої книзі піклується про Кору а наприкінці серіалу виявляється бісексуакої  починає романтичні відносини з Корою .Які обидва зустрічалися з Мако.

- Асамі дуже мріяла побувати у світ духів.